# گلن الپاین (کارولینای شمالی)
گلن الپاین (به انگلیسی: Glen Alpine) شهری در ایالت کارولینای شمالی کشور ایالات متحده آمریکا است که جمعیت آن در سرشماری سال ۲۰۱۰ میلادی، ۱٬۵۱۷ نفر بوده‌است.